# 赵城站
赵城站，位于中华人民共和国山西省臨汾市洪洞县赵城镇，是同蒲铁路上的火车站，建于1934年，由太原铁路局管辖。

## 車站周邊
- 赵城镇政府
- 磨头小学
- 中国移动商桥营业厅
- 洪洞县第三中学
- 洪洞县赵城工商所
- 中国工商银行赵城支行
- 中国移动永安营业厅
- 洪洞县第二人民医院

## 歷史
- 建于1934年。

## 外部連結
- 中国铁路客户服务中心 （页面存档备份，存于）